# Международен ден на бирата
Международният ден на бирата се празнува в първия петък на август. Основан е през 2007 г. в Санта Крус, Калифорния, САЩ. От създаването си международният ден на бирата се превърнал от малко местно събитие в западните Съединени щати, в световен празник сред 207 градове в 50 държави на шест континента. Официално международният ден на бирата има три цели:
1. Да се събират приятели и се наслаждават на вкуса на бирата.
2. Да празнуват хората, заети с производство и дистрибуция на бира.
3. Да се обединява света под знамето на бирата с празненство на бирите от всички нации заедно в един ден.[3]

## Празнуване
Участниците се насърчават да си подаряват и разменят бири и да изразяват благодарността си към пивоварите, сервитьорите и другите техници, свързани с бирата. Насърчава се в този ден участниците да напуснат зоната си на бирен комфорт и да пробват нещо различно от друга страна и култура.

## Популярност
Международният ден на бирата се празнува освен в САЩ, откъдето е тръгнал, също и в държавите: Аржентина, Армения, Австралия, Австрия, Белгия, Бразилия, България, Канада, Колумбия, Коста Рика, Ел Салвадор, Англия, Франция, Гърция, Хондурас, Хонконг, Унгария, Индия, Ирландия (държава), Израел, Италия, Япония, Латвия, Ливан, Литва, Люксембург, Република Македония, Малайзия, Мексико, Нова Зеландия, Никарагуа, Норвегия, Перу, Полша, Португалия, Пуерто Рико, Румъния, Шотландия, Сърбия, Сингапур, Словакия, Словения, ЮАР, Испания, Шри Ланка, Швеция, Тайланд, Филипини, Турция, Уганда, Уругвай, Венецуела.
Популярни форми за събития по повод Международният ден на бирата включват:
- опитване на нови или редки бири;
- бирени полети;
- вечер на загадките;
- игри;
- демонстрации и съчетаване на бири с храна.[1][3]

## Промяна в датата
От 2007 до 2012 г. международният ден на бирата се празнува на 5 август. След 2012 г. основателите са направили проучване сред почитателите и избрали да преместят празника да е винаги в първия петък на август.